# Kurt Wege (Politiker, 1881)
Kurt Ewald Wege (* 5. April 1881 in Kaczyna, Kreis Posen-Ost; † 20. Oktober 1940 in Follstein, Netzekreis) war ein deutscher Landwirt, Gutsbesitzer und Politiker (DNVP).

## Leben und Beruf
Nach dem Besuch des Königlichen Gymnasiums in Gnesen bis zur Obersekunda war Wege von 1897 bis 1908 als landwirtschaftlicher Beamter tätig. Im September 1908 machte er sich selbständig und kaufte ein ca. 400 Morgen großes Hofgut in Follstein-Ludwigsdorf bei Deutsch-Filehne, das er in der Folgezeit bewirtschaftete. Er leistete aktiven Militärdienst beim Feld-Artillerie-Regiment 56 in Lissa und war Teilnehmer des Feldzuges gegen die „Hottentotten“ in Deutsch-Südwestafrika. Von 1914 bis 1918 nahm er als Soldat beim Feld-Artillerie-Regiment 53 sowie beim Feld-Artillerie-Regiment 500 am Ersten Weltkrieg teil.

## Politik
Wege war seit Mai 1919 Erster Vorsitzender des Landbundes im Netzekreis und gleichzeitig Erster Vorsitzender des Landbundes in der Grenzmark Posen-Westpreußen. Er trat in die Deutschnationale Volkspartei (DNVP) ein und war seit 1919 Kreistagsabgeordneter des Netzekreises sowie Abgeordneter des Provinziallandtages der Grenzmark Posen-Westpreußen. Bei der Reichstagswahl im Mai 1924 wurde er in den Deutschen Reichstag gewählt, dem er bis November 1933 angehörte. Im Parlament vertrat er den Wahlkreis 5 (Frankfurt a. d. O.).